# 陸震
陸震（1462年—1519年），字汝亨，号鶴山，浙江承宣布政使司金華府蘭谿縣（今浙江省蘭溪縣）人，明朝政治人物，正德戊辰進士。正德末，官兵部車駕司員外郎，因諫武宗南巡遭廷杖身死。

## 生平
陸震早年受業于同縣章懋，以學行知名。弘治二年（1489年）舉己酉科浙江鄉試，正德三年（1508年）登進士，授泰和縣知縣。當時劉瑾獨攬朝政。因拖欠鹽稅督責縣民償還者牽連數百人，陸震極力向上陳述，得以免除。成鎮守太監每年徵收進貢的細葛布，陸震均減少數額。增建學校供諸生居住，搗毀過多的祠堂，祭祀有忠貞品操的人。定額外的錢糧稅款，陸震調查后多達一萬五千石。他還在縣旁建造糧倉，儲存糧食以備賑災饑荒。他還親自巡行鄉間村落，鼓勵農桑。他還制定防備盜賊的措施，并修磚城七里，外以土城十里包圍。當時，朝廷派廣西狼兵討伐盜賊，所到之處均擾民不止。陸震告訴總督，命其不要任意停泊，官府準備糧草，按次序進食，士兵行進秩序井然。他還繼監督搜捕永豐、新淦盜賊，因功受賞。巡撫、巡按御史紛紛舉薦，被徵召為兵部主事。泰和人建生祠奉敬他。他在兵部，主管各司奏章，并與宦官勢力對抗，改任巡察紫荊關等地。后因進言都御史彭澤、副使胡世寧無罪，而得罪尚書王瓊、陸完。
孝貞皇后去世后，明武宗從宣府趕回。舉辦喪事數日后，又想北行。陸震向皇帝直接上疏稱：
|  | 近來，上天不憐憫，威降大戚皇后去世。陛下您在外巡狩，人心惶惶。您獨自騎馬冒雪回宮，百官大臣莫不感慨悲愴，以為您從前糊塗現在終於聖明了。但是現在皇后正在停柩待葬之機，您又馬上打算巡遊，臣知您內心定有悲傷不安之感。但您即位已經十二年了，十為干得終點，十二是支的終點。當節候流轉周回之時，也是培養善德除舊佈新之時，您卻在宣府營造行宮，放縱射獵，這是陛下感到恐懼的地方。古代人君喜好車馬巡遊的，雖然也有一些，但以外為主、以家為客，把天下兵器、賞罰大權交給他人，態度冷漠到任何事情於己無關，這是古今絕然沒有的。臣俯首期望陛下完成喪制，徹底戒除放縱遊樂。 |

奏疏沒有得到武宗回應。但不久，陸震升任兵部武選員外郎。在明武宗南巡之爭中，他與黃鞏聯名上疏勸阻武宗南巡，於是被打入詔獄。在獄中，他與黃鞏研究《易經》的九卦，闡明憂患之道。一同被逮捕入獄的人都在處理後事，只有陸震一語不發。他被施杖刑，受了重傷，便寫信給他的兒子們稱：“我雖然死了，你等應當勤勉竭忠盡孝。我雖然筆記草亂，但是心神不亂。”隨後去世。明世宗即位后，贈太常寺少卿，并賜予祭祀。崇禎十七年（1644年），安宗朝廷追諡忠定。

## 遺跡
今兰溪市兰江街道后陆村陆氏祠堂有“明兵部车驾司员外郎赠太常寺少卿谥忠定陆公遗像”碑，王守仁撰寫像贊。

## 身後
陸震等人在獄中關押時，江彬欲治其死，遂斷絕了他們的飲食。陸震的小兒子陸體仁，時年十五歲，冒著風險，喬裝為其他囚犯的親屬，將食物裝入袋中送去。之後詔令錄用陸震一子為官，各兄長均把此門廕讓其給陸體仁，陸體仁官至漳州通判，有政績。陸震之孫陸可教，由進士出身，官至南京禮部侍郎。

## 家族
曾祖陸子昭、祖陸宗南，父陸敬夫。母陈氏；继母马氏。慈侍下。弟陸霖、陸需。
有子陸近仁、陸親仁、陸友人、陸求仁、陸體仁，婿姜絅。孫陆可教。

## 延伸阅读
[在维基数据编辑]
 《國朝獻徵錄·卷之四十一》，出自焦竑《國朝獻徵錄》
 《明史卷一百八十九》，出自《明史》